# Algebraiczna teoria liczb
Algebraiczna teoria liczb – gałąź matematyki zajmująca się badaniem uogólnień pojęcia liczb wymiernych – liczbami algebraicznymi i ciałami liczbowymi.